# Call You Mine
Call You Mine is een nummer van het Amerikaanse dj-duo The Chainsmokers uit 2019, ingezongen door de eveneens Amerikaanse zangeres Bebe Rexha. Het is de achtste single van World War Joy, het derde studioalbum van The Chainsmokers.
Het nummer werd in veel landen een bescheiden hitje. Zo haalde het in de Amerikaanse Billboard Hot 100 de 56e positie. In de Nederlandse Top 40 was het nummer succesvoller met een 23e positie. In Vlaanderen was het nummer dan weer minder succesvol met een 4e positie in de Tipparade.